# Кавалеры
«Кавале́ры» (англ. Cavalier) — английские роялисты, сторонники англиканской церкви и Карла I во время Английской революции XVII века. Врагами кавалеров были «круглоголовые», сторонники Оливера Кромвеля и парламента.
Впоследствии роялисты сами приняли это название. Хотя изначально оно относилось к политическим и социальным взглядам и поведению, одежда играла в этом лишь незначительную роль, со временем термин стал тесно ассоциироваться с модным придворным стилем той эпохи. Принц Рупрехт , командовавший значительной частью кавалерии Карла I, часто считается воплощением образа кавалера.
Со своей стороны роялисты дали врагам прозвище «круглоголовые», в связи с привычкой, по крайней мере, самых крайних сторонников парламента ходить коротко остриженными, хотя ни одна из сторон полностью не соответствовала стереотипным образцам.
С 1679 года роялисты стали называть себя «тори» — этим термином и сегодня называют членов британской Консервативной партии.

## Этимология
Термин «кавалер» происходит от того же латинского корня, что и итальянское cavaliere, французское chevalier и испанское caballero, восходящего к вульгарно-латинскому слову caballarius, означающему «всадник». Шекспир использовал слово cavaleros для описания заносчивого забияки или хвастливого щёголя в пьесе «Генрих IV, часть 2» (ок. 1596–1599), где Роберт Шеллоу говорит: «Я выпью за мастера Бардольфа и за всех кавалеров Лондона». Шеллоу также появляется в «Виндзорских насмешницах» (ок. 1597), где его называют «Cavaleiro Justice» («рыцарственный судья») и «bully rook» — выражение, означающее «громогласный мошенник».

### Английская революция
Термин «кавалер» главным образом ассоциируется с роялистами — сторонниками короля Карла I в его противостоянии с парламентом во время Английской гражданской войны. Изначально он использовался как выражение упрёка и презрения по отношению к последователям короля и впервые появился в июне 1642 года:
- 1642 (10 июня) — «Предложения парламента» в Clarendon v. (1702) I. 504: «Различные злобные люди, окружавшие короля, некоторые из которых, под именем кавалеров, без уважения к законам страны и страха перед Богом или людьми, были готовы совершать любые акты насилия и бесчинства».
- 1642 (17 июня) — «Петиция лордов и общин» в Rushworth Collection III. (1721) I. 631: «Мы смиренно просим Ваше Величество распустить Вашу внеочередную охрану, а также кавалеров и прочих подобных им лиц, которые, по-видимому, не имеют ни интереса, ни привязанности к общественному благу, ибо их слова и поведение свидетельствуют лишь о разделении и войне»[3].

В своём ответе на петицию от 13 июня 1642 года Карл I называет слово «кавалер» «термином, который по какой-то причине, кажется, вызывает немалое недовольство»[5]. Вскоре роялисты вновь присвоили это название себе в качестве почётного титула, в ответ начав называть своих противников «круглоголовыми». После Реставрации придворная партия сохранила это имя, которое оставалось в употреблении до появления термина «тори».